# Cutias
Cutias là một đô thị thuộc bang Amapá, Brasil. Đô thị này có diện tích 2115 km², dân số năm 2007 là 4285 người, mật độ 1,78 người/km².